# Пунупские языки
Пуну́пские языки (бунабанские, бунуба, южно-кимберлийские; Bunuban) — небольшая семья, состоящая из двух близкородственных австралийских языков, распространённых на северо-западе Австралии в южной части региона Кимберли (север штата Западная Австралия).

## Распространение
Большинство носителей сейчас живёт в Фицрой-Кроссинг и соседних фермах (outstations) в верховьях реки Фицрой к юго-западу от гор Кинг-Лиополд. Некоторые живут в соседних городах, например, Холс-Крик и Дерби.

## Классификация
Единство семьи является общепризнанным, в том числе оно признаётся Робертом Диксоном (2002), который называет её South Kimberley subgroup.
Включают два языка:
- Куниянти (гуниянди; Gooniyandi) — долина реки Маргарет, около 100 говорящих
- Пунупа (бунаба; Bunuba) — 50-100 говорящих

Языки не взаимопонимаемы, хотя многие носители (особенно преклонного возраста) владеют обоими языками.
Процент совпадений между которыми по стословному списку Сводеша составляет 45 %. Это примерно равно проценту совпадений между некоторыми ветвями индоевропейских языков, например, между славянскими и балтийскими.

## Современное положение
Носители, свободно говорящие на пунупских языках, все старше 40 лет, и ни тот, ни другой язык не передаётся детям в качестве родного языка. Тем не менее, видимо, большинство детей знают некоторые слова и в какой-то степени могут понимать язык.
Для обоих языков разработаны орфографии на латинской основе.